# Odontophora polaris
Odontophora polaris is een rondwormensoort uit de familie van de Axonolaimidae. De wetenschappelijke naam van de soort is voor het eerst geldig gepubliceerd in 1914 door Cobb.